# Gran Premi d'Espanya del 2008
La cursa del Gran Premi d'Espanya de Fórmula 1 és la quarta de la temporada 2008 i s'ha disputat el 27 d'abril del 2008 al Circuit de Catalunya (Montmeló).

## Qualificacions del dissabte
| Pos. | Nº | Pilot                | Equip                 | Temps Q1 | Temps Q2 | Temps Q3 |    |
| ---- | -- | -------------------- | --------------------- | -------- | -------- | -------- | -- |
| 1    | 1  | Kimi Räikkönen       | Ferrari               | 1:20.701 | 1:20.784 | 1:21.813 | 1  |
| 2    | 5  | Fernando Alonso      | Renault               | 1:21.347 | 1:20.804 | 1:21.904 | 2  |
| 3    | 2  | Felipe Massa         | Ferrari               | 1:21.528 | 1:20.584 | 1:22.058 | 3  |
| 4    | 4  | Robert Kubica        | BMW Sauber            | 1:21.423 | 1:20.597 | 1:22.065 | 4  |
| 5    | 22 | Lewis Hamilton       | McLaren - Mercedes    | 1:21.366 | 1:20.825 | 1:22.096 | 5  |
| 6    | 23 | Heikki Kovalainen    | McLaren - Mercedes    | 1:21.430 | 1:20.817 | 1:22.231 | 6  |
| 7    | 10 | Mark Webber          | Red Bull - Renault    | 1:21.494 | 1:20.984 | 1:22.429 | 7  |
| 8    | 11 | Jarno Trulli         | Toyota                | 1:21.158 | 1:20.907 | 1:22.529 | 8  |
| 9    | 3  | Nick Heidfeld        | BMW Sauber            | 1:21.466 | 1:20.815 | 1:22.542 | 9  |
| 10   | 6  | Nelson Piquet Jr.    | Renault               | 1:21.409 | 1:20.894 | 1:22.699 | 10 |
| 11   | 17 | Rubens Barrichello   | Honda                 | 1:21.548 | 1:21.049 |          | 11 |
| 12   | 8  | Kazuki Nakajima      | Williams - Toyota     | 1:21.690 | 1:21.117 |          | 12 |
| 13   | 16 | Jenson Button        | Honda                 | 1:21.757 | 1:21.211 |          | 13 |
| 14   | 12 | Timo Glock           | Toyota                | 1:21.427 | 1:21.230 |          | 14 |
| 15   | 7  | Nico Rosberg         | Williams - Toyota     | 1:21.472 | 1:21.349 |          | 15 |
| 16   | 14 | Sébastien Bourdais   | Toro Rosso - Ferrari  | 1:21.540 | 1:21.724 |          | 16 |
| 17   | 9  | David Coulthard      | Red Bull - Renault    | 1:21.810 |          |          | 17 |
| 18   | 15 | Sebastian Vettel     | Toro Rosso - Ferrari  | 1:22.108 |          |          | 18 |
| 19   | 21 | Giancarlo Fisichella | Force India - Ferrari | 1:22.516 |          |          | 19 |
| 20   | 20 | Adrian Sutil         | Force India - Ferrari | 1:23.224 |          |          | 20 |
| 21   | 19 | Anthony Davidson     | Super Aguri - Honda   | 1:23.318 |          |          | 21 |
| 22   | 18 | Takuma Sato          | Super Aguri - Honda   | 1:23.496 |          |          | 22 |

## Cursa
| Pos | Cotxe | Pilot                | Equip                 | Voltes | Temps/ Retir.         | Pos. de sort. | Punts |
| --- | ----- | -------------------- | --------------------- | ------ | --------------------- | ------------- | ----- |
| 1   | 1     | Kimi Räikkönen       | Ferrari               | 66     | 1:38'19.051           | 1             | 10    |
| 2   | 2     | Felipe Massa         | Ferrari               | 66     | + 3.228 s             | 3             | 8     |
| 3   | 22    | Lewis Hamilton       | McLaren - Mercedes    | 66     | + 4.187 s             | 5             | 6     |
| 4   | 4     | Robert Kubica        | BMW Sauber            | 66     | + 5.694 s             | 4             | 5     |
| 5   | 10    | Mark Webber          | Red Bull - Renault    | 66     | + 35.938 s            | 7             | 4     |
| 6   | 16    | Jenson Button        | Honda                 | 66     | + 53.010 s            | 13            | 3     |
| 7   | 8     | Kazuki Nakajima      | Williams - Toyota     | 66     | + 58.244 s            | 12            | 2     |
| 8   | 11    | Jarno Trulli         | Toyota                | 66     | + 59.435 s            | 8             | 1     |
| 9   | 3     | Nick Heidfeld        | BMW Sauber            | 66     | + 1:03.073 min.       | 9             |       |
| 10  | 21    | Giancarlo Fisichella | Force India - Ferrari | 65     | + 1 Volta             | 19            |       |
| 11  | 12    | Timo Glock           | Toyota                | 65     | + 1 Volta             | 14            |       |
| 12  | 9     | David Coulthard      | Red Bull - Renault    | 65     | + 1 Volta             | 17            |       |
| 13  | 18    | Takuma Sato          | Super Aguri - Honda   | 65     | + 1 Volta             | 22            |       |
| Ret | 7     | Nico Rosberg         | Williams - Toyota     | 41     | Motor                 | 15            |       |
| Ret | 5     | Fernando Alonso      | Renault               | 34     | Motor                 | 2             |       |
| Ret | 17    | Rubens Barrichello   | Honda                 | 34     | Col·lisió             | 11            |       |
| Ret | 23    | Heikki Kovalainen    | McLaren - Mercedes    | 21     | Accident              | 6             |       |
| Ret | 19    | Anthony Davidson     | Super Aguri - Honda   | 8      | Radiador              | 21            |       |
| Ret | 14    | Sébastien Bourdais   | Toro Rosso - Ferrari  | 7      | Suspensió (Col·lisió) | 16            |       |
| Ret | 6     | Nelson Piquet Jr.    | Renault               | 6      | Col·lisió             | 10            |       |
| Ret | 20    | Adrian Sutil         | Force India - Ferrari | 0      | Col·lisió             | 20            |       |
| Ret | 15    | Sebastian Vettel     | Toro Rosso - Ferrari  | 0      | Col·lisió             | 18            |       |